# 3터미널역

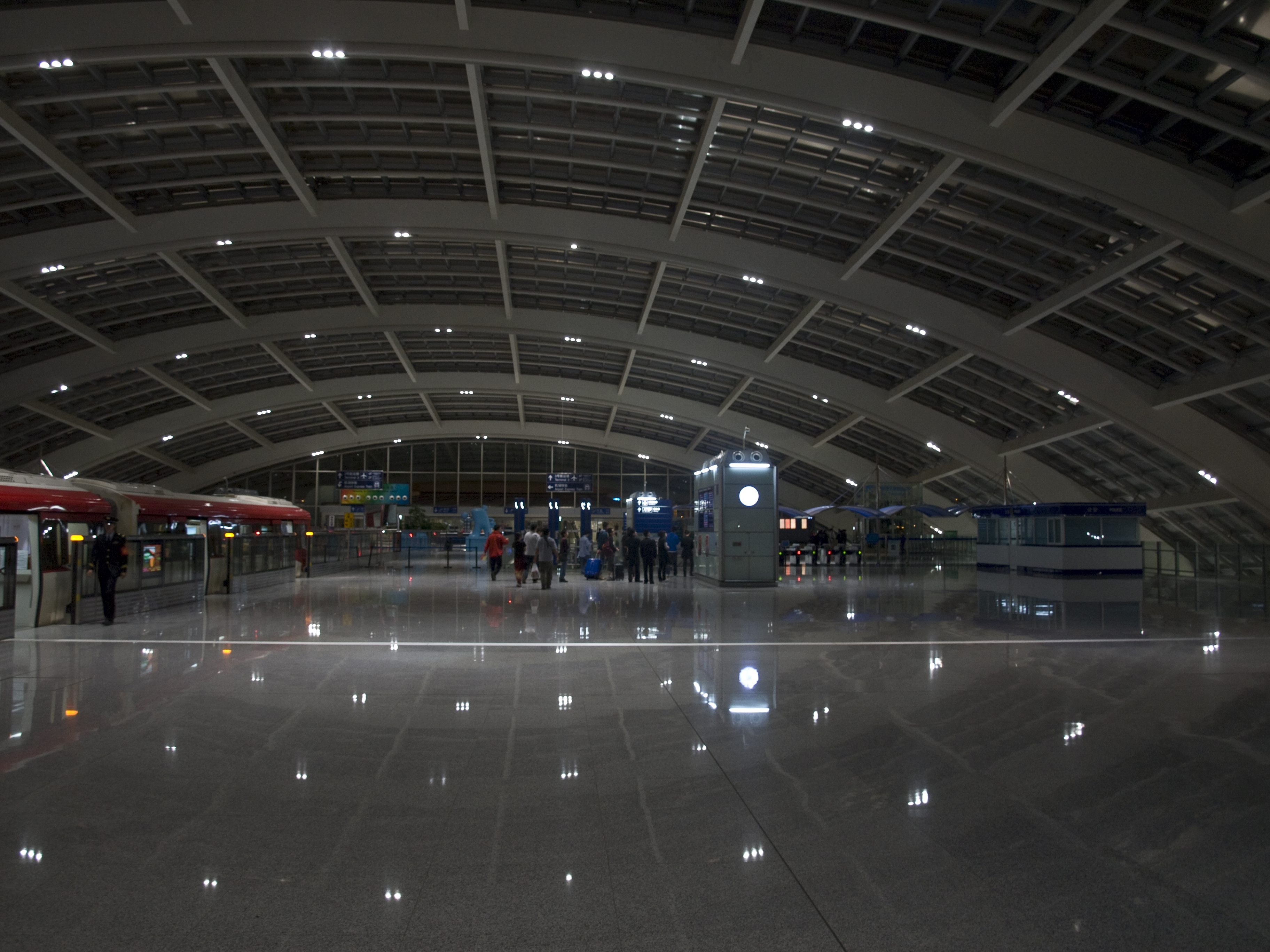
베이징 3터미널

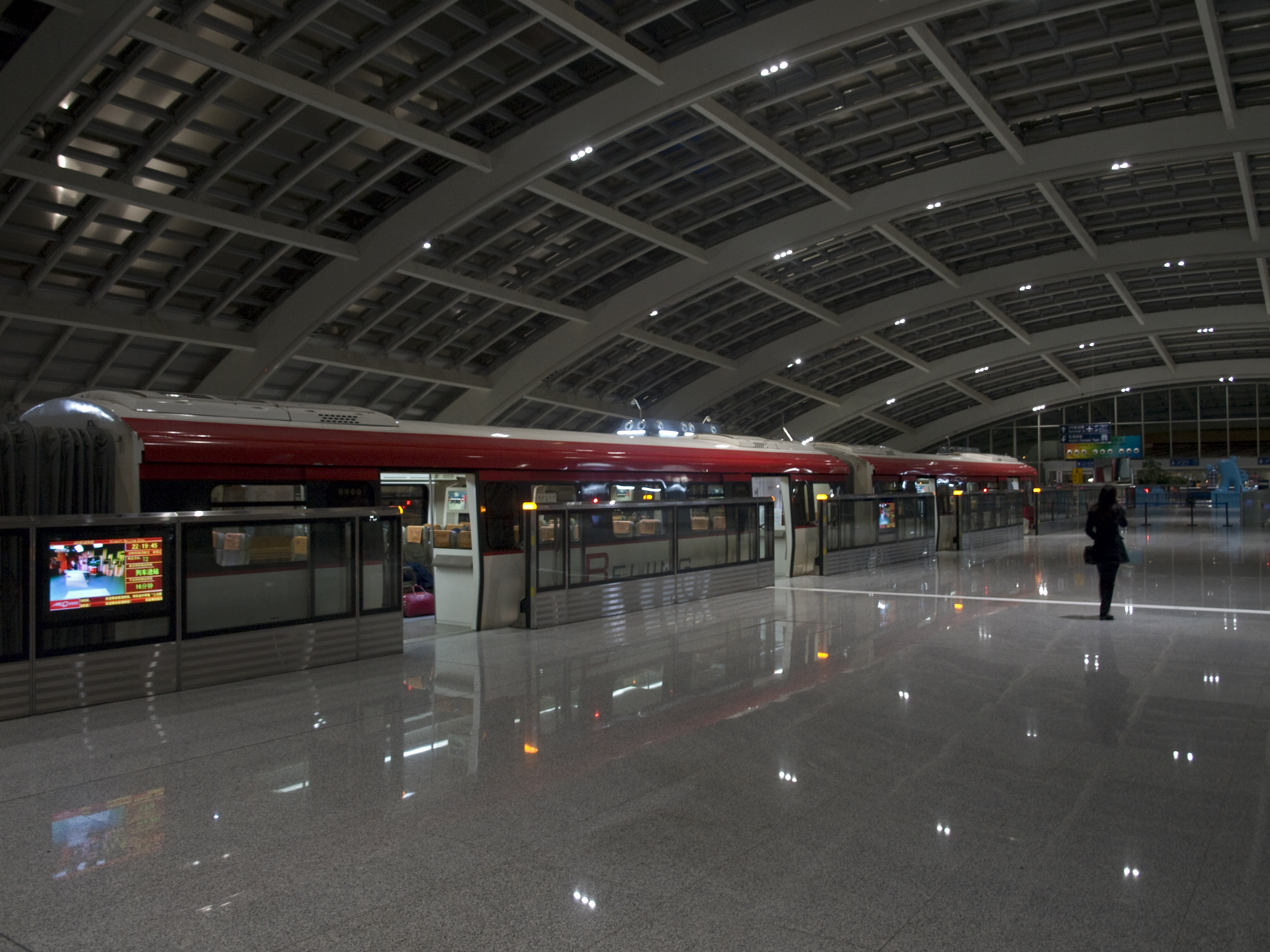
베이징 3터미널

3터미널역(중국어: 3号航站楼站)은 베이징시 서우두 국제공항에 있는 지하철 역이다. 수도공항선을 이용하여 싼위안챠오 역과 둥즈먼 역을 연결한다.

## 위치
서우두 국제공항 제 3터미널 GTC 내에 위치한다.

## 운영
싼위엔챠오 역에서 들어와서 터미널 역 건물에 들어서고, 승차 후 뒤 면으로 돌아 2터미널로 향한다. 인천공항에서 출발하는 아시아나항공이나 중국국제항공은 3터미널로 들어간다.

## 전후역
- 싼위안차오 역 → 3터미널역 → 2터미널 역

## 3터미널 도착 항공사
- - 아시아나항공
  - 중국국제항공
  - 캐세이퍼시픽 항공
  - 캐세이드래곤 항공
  - 상하이항공
  - 산둥항공
  - 쓰촨항공
  - 마카오항공
  - 싱가포르항공
  - 에어캐나다
  - 일본항공
  - 전일본공수
  - 타이항공
  - 유나이티드항공
  - 에어캐나다
  - 루프트한자항공
  - 터키항공

## 같이 보기
- 베이징 지하철
- 베이징 지하철 수도공항선
- 베이징 서우두 국제공항
- 2터미널 역